# Sofiane Ikene
Sofiane Ikene (Ciudad de Luxemburgo, 27 de febrero de 2005) es un futbolista luxemburgués que juega en la demarcación de defensa para el 1. F. C. Nürnberg II de la Regionalliga Bayern.

## Selección nacional
Tras jugar en categorías inferiores, el 8 de junio de 2022 debutó con la selección absoluta en un encuentro de la Liga de Naciones de la UEFA 2022-23 ante Islas Feroe que finalizó con un resultado de empate a dos tras los goles de Gerson Rodrigues y Leandro Barreiro para Luxemburgo, y un doblete de Jóannes Bjartalíð para el combinado feroés.

## Clubes
| Club                  | País       | Año       | Partidos | Goles |
| --------------------- | ---------- | --------- | -------- | ----- |
| F91 Dudelange         | Luxemburgo | 2021-2022 | 4        | 1     |
| FC Progrès Niederkorn | Luxemburgo | 2022-2023 |          |       |
| 1. F. C. Nürnberg II  | Alemania   | 2023-     | 4        | 0     |